# 藤井立志
藤井 立志（ふじい たつし、1898年〈明治31年〉2月15日 - 1983年〈昭和58年〉）は、日本の実業家。日本電力を経て富山軽銀社長となる。その後、自身の会社が武蔵野化学研究所へ買収され同社の取締役となり、協和発酵（現：協和キリン）の設立時従業員となり、後に同社の専務取締役となった。岡山県矢掛町出身。

## 経歴

### 生い立ち
1898年（明治31年）岡山県小田郡小田村（現：矢掛町）の河上寅三郎の次男として生れる。幼くして、岡山県上房郡川面村の藤井浅之助の養子となる。その後、地元の旧制岡山県立高梁中学（現：岡山県立高梁高等学校）へ進学する。1916年（大正5年）同校を卒業し、旧制第六高等学校理科甲類へ進学する。
1919年（大正8年）六校を卒業し、九州帝国大学工学部へ進学する。九大では、電気科で原動機及び電力工学を専修した。1922年（大正11年）3月、24歳で九大を卒業する。

### 電気技術者として
九大卒業後、日本電力へ就職する。建設所送電課のエンジニアリング部門へ配属となり、発電所の建設業務に携わり、1931年（昭和6年）箱根登山鉄道の電気主任技術者を兼務する。その後、1934年（昭和9年）36歳で横浜営業所蟹寺発電所長（機械係長扱い）となり、直ぐに尼崎発電所長へ異動となる。1938年（昭和13年）には、同じ地元の旧制高梁中学卒の森寿五郎（後の 日本発送電副総裁、関西電力初代副社長）発電課長の部下となる。1939年（昭和14年）41歳で日本電力の企画課長となる。また同年には森の後を継いで発電課長となる。
1941年（昭和16年）43歳のとき、日本電力より国産軽金属取締役兼工務部長として出向する。同社は、北陸の豊富な水力発電を利用して北陸富山を中心にアルミニウム精錬を行う企業であった。日本が第二次世界大戦で敗戦した後、1949年（昭和24年）国産軽金属は、富山軽銀と名前を変えて同社社長に51歳の藤井が就任した。

### 実業家として
富山軽銀の社長となった藤井であったが、日本のメーカーは、戦後離合集散を繰り返し、その中で1951年（昭和26年）武蔵野化学研究所に買収される。藤井は同社の専務取締役となった。また、1949年に協和発酵が設立されるが、旧制六校時代の同級生であった日本酒造組合中央会の渡辺八郎との繋がりで藤井は、高橋敏夫（後の協和発酵社長）と共に設立時の従業員となる。1961年（昭和36年）武蔵野化学研究所子会社の武蔵野光学の社長となる。1965年（昭和40年）協和発酵の設立に深く関わった功績が認められて67歳で専務取締役となる。
そのまま、藤井は協和発酵の大株主となるが、1983年（昭和58年）に死去。享年84歳。